# شهرداری روتساوا
شهرداری روتساوا (به لاتین: Rucava Municipality) یک شهرداری در لتونی است. شهرداری روتساوا ۱٬۹۱۱ نفر جمعیت دارد.